# 見果てぬ想い
「見果てぬ想い」 (みはてぬおもい; Can't Get It Out Of My Head) は、エレクトリック・ライト・オーケストラが1974年に発表した楽曲。アルバム「エルドラド」に収録。

## 概要
淑やかな雰囲気のバラード楽曲。グループ初のオーケストラを使用したシングル楽曲であると同時に、初の全米TOP10ヒット曲である。
コンセプトアルバム「エルドラド」では、オープニングの「エルドラド＝序曲」からそのまま続く形で配置されており、コンサートでも70年代までは二曲まとめて演奏されていた。
ジェフは、クラシック愛好家の父親に「Electric Light Orchestraの楽曲には際立ったメロディが無い」と言われたことに触発され、そのまま両親の家の居間でこの曲を書いた。

## その他
- シングルバージョンでは間奏が大きくカットされており、アルバムバージョンではフルバージョンを聴くことができる。
- 歌詞にはロビン・フッド、ウィリアム・テル、アイヴァンホー、ランスロットが登場する。いずれも伝説上の人物であり、中でもロビン・フッドは同アルバムに収録の楽曲「プア・ボーイ」のテーマとなっており、コンセプトアルバムとしての結びつきを強めている。
- 1976年のドキュメンタリー「All You Need Is Love: The Story of Popular Music」の最終章「New Directions（新たな方向性）」でこの曲が使われた。
- 2007年にはヴェルヴェット・リヴォルヴァーがアルバム『リベルタド』の中でカバーしている。
- 2012年10月に発表された、ジェフ・リンがELO時代の曲をセルフカバーしたアルバム『Mr. Blue Sky: The Very Best of Electric Light Orchestra』に収録。他の収録曲と比べ、オリジナルに忠実な録音がされている。
- 近年のコンサートでは「ストレンジ・マジック」と日毎に入れ替えて演奏されている。